# Moyen-Ogooué
Moyen-Ogooué (deutsch „Mittelogooué“) ist eine Provinz Gabuns mit der Hauptstadt Lambaréné.

## Geographie
Die Provinz liegt im Westen des Landes und grenzt im Nordwesten an die Provinz Estuaire, im Nordosten an die Provinz Woleu-Ntem, im Süden an die Provinz Ngounié, im Westen an die Provinz Ogooué-Maritime und im Osten an die Provinz Ogooué-Ivindo.
Moyen-Ogooué untergliedert sich in die beiden Departements Abanga-Bigne und Ogooue et des Lacs.

## Bevölkerung

### Sprachen
Es wird unter anderem die Sprache Myene gesprochen.